# Бхутавада
Бхутавада (санскр. भूतवाद, IAST: bhūtavād, элементаризм) — одна из концепций древнеиндийской философии. Упоминается уже в Упанишадах и эпосе (Махабхарата). Иногда в позднейших источниках описывается как разновидность локаяты. Согласно учению бхутавады, все различия предметов по их свойствам происходят от различия в сочетаниях материальных элементов, образующих эти предметы. Сознание — результат особого сочетания материальных элементов, которое, однажды возникнув, может воспроизводить себе подобные сочетания, но другие сочетания никогда не смогут привести к возникновению сознания. Как и последователи локаяты, приверженцы бхутавады были сенсуалистами в гносеологии и гедонистами в этике. Древнейших текстов бхутавад не сохранилось.